# Grandhotel Giessbach

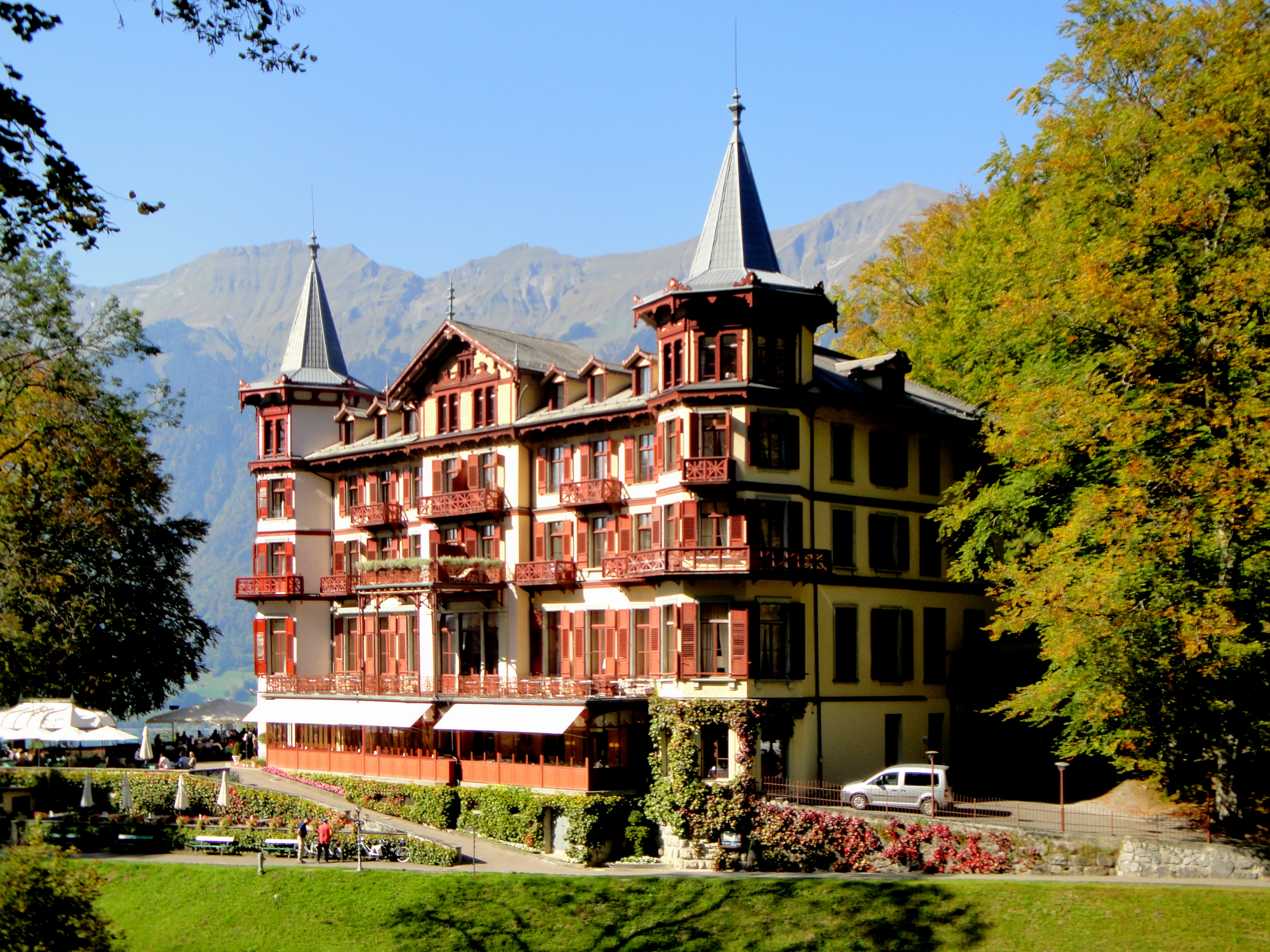
Das Hotel im Oktober 2011

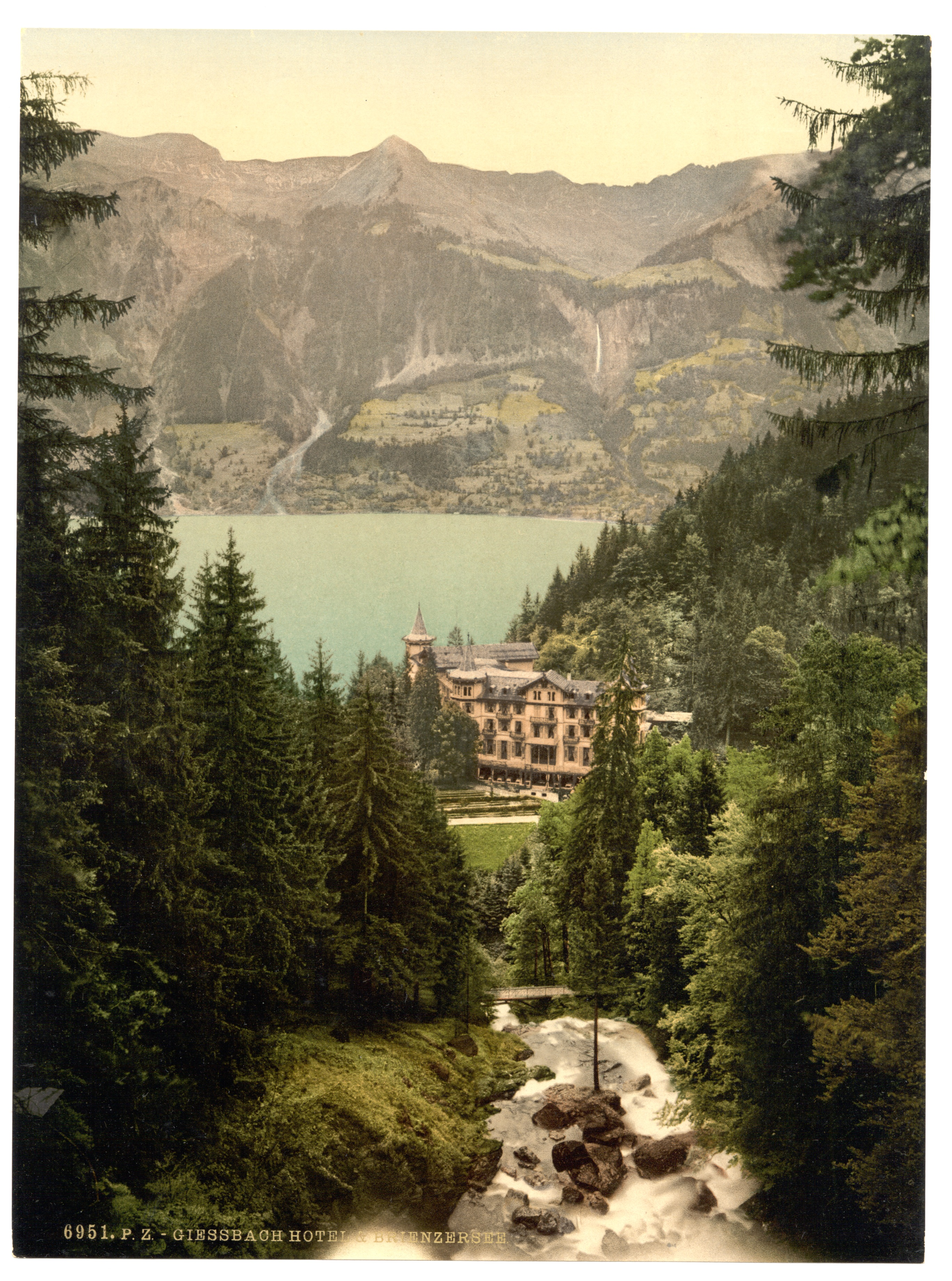
Das Grandhotel um 1895

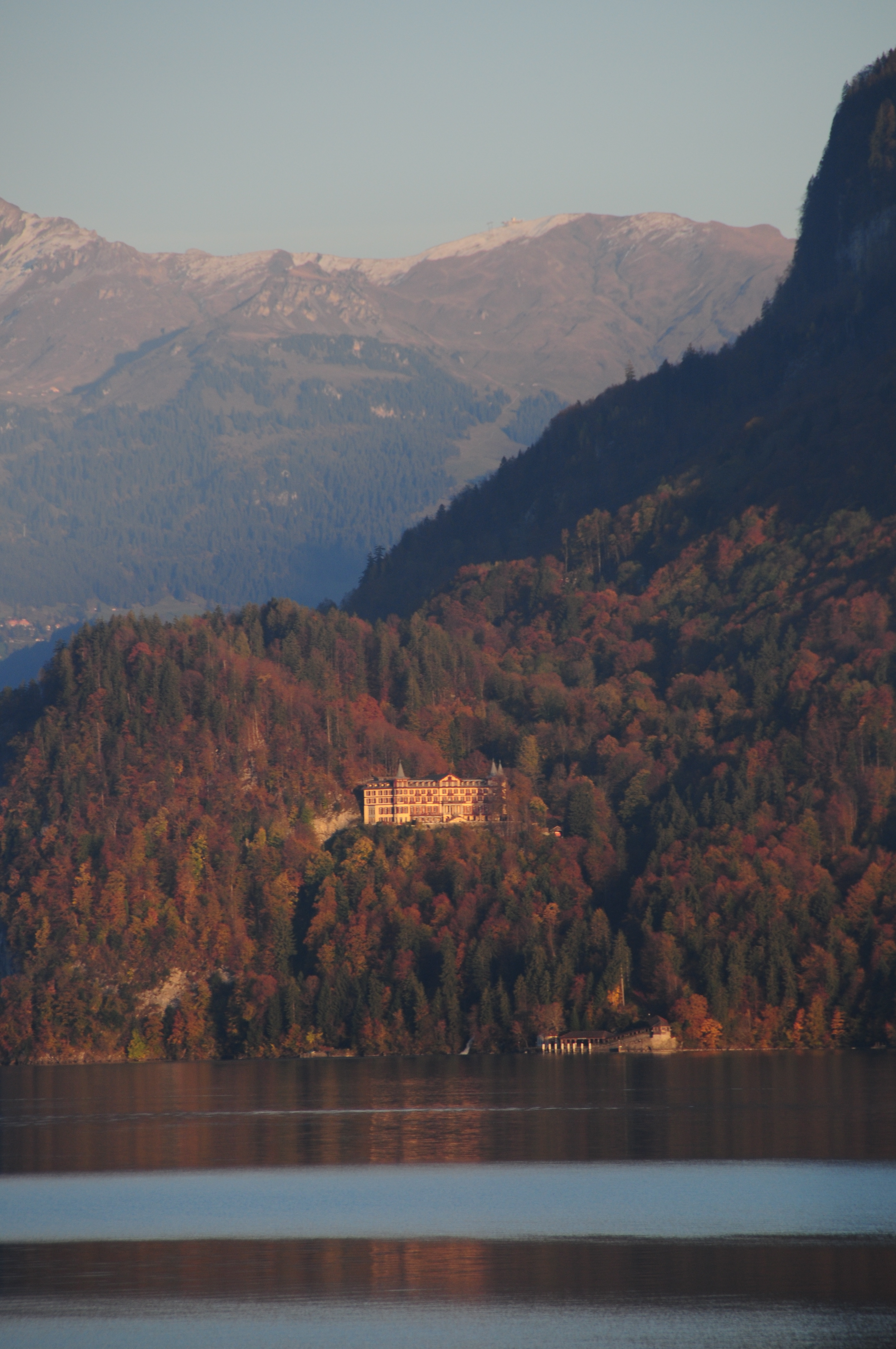
Das Hotel von der anderen Seeseite aus gesehen

Das Grandhotel Giessbach bei den Giessbachfällen am Südostufer des Brienzersees im Berner Oberland ist ein Grandhotel aus dem Jahre 1875.

## Lage
Das Hotel liegt ca. 100 Meter oberhalb des Brienzer Sees auf dem Gebiet der Gemeinde Brienz und kann von dieser über die Strasse, die zur Axalp führt, erreicht werden. Daneben ist das Hotel über die 1879 eröffnete Giessbachbahn mit der Schiffsstation «Giessbach See» der BLS Schifffahrt Berner Oberland verbunden.

## Geschichte
Der Brienzer Pfarrer Daniel Wyss und der Brienzer Schulleiter Johannes Kehrli erleichterten im Jahre 1822 den Gästen im Zuge des aufkommenden Fremdenverkehrs den Besuch der berühmten Wasserfälle des Giessbachs. Sie bauten einen Weg zum See, stellten eine Sitzbank auf, erschlossen den Zugang zu den oberen Wasserfällen und bauten den Weg dem Giessbach entlang zur Schweibenalp. Im Jahre 1832 wurde das erste Gasthaus gebaut.
Im Jahre 1855 wurde Conrad von Rappard neuer Besitzer vom Giessbach. Er verpflichtete von 1856 bis 1870 Eduard Schmidlin als Verwalter. In dieser Zeit legte dieser die Parkanlagen an: Die Gartenanlage vor dem Hotel, die Spazierwege zum aussichtsreichen Gipfel sowie viele Trockenmauern und eine 63-stufige Steintreppe wurden erbaut. Eduard Schmidlin wurde erster Direktor eines im Jahre 1858 erstellten Pensionshauses (Kurhaus) mit 175 Betten, das im Besitz von Johannes Knechtenhofer war und heute als Personalhaus des Hotels dient.
1870 kam die Giessbachdomäne für Fr. 900'000 in den Besitz der französischen Hotelierfamilie Hauser. Karl Hauser beauftragte den namhaftesten Hotelbauer jener Zeit, Horace Edouard Davinet, mit der Planung eines 5-stöckigen Palasthotels. Nach zweijähriger Bauzeit wurde das Hotel 1875 eröffnet. 1883 zerstörte ein Grossfeuer die oberen Stockwerke, die jedoch umgehend wieder erstellt wurden. Vor dem Ersten Weltkrieg wechselte das Hotel mehrmals den Besitzer. Auch der Zweite Weltkrieg war für das Hotel eine schwierige Zeit, war es doch vor den Kriegen ein Reiseziel von Industriellen und Fürstlichkeiten aus Russland, Indien, Afrika und Europa gewesen.
Der Besitzer der Hotels auf dem Bürgenstock, Fritz Frey-Fürst, erwarb 1947 die Liegenschaft für Fr. 190'000 und eröffnete das Hotel nach einer Totalrenovation 1949 wieder. 1950 stellte der Regierungsrat des Kantons Bern die ganze Giessbachdomäne unter Schutz.
1979 schloss das Hotel nach jahrelangem Niedergang seine Pforten. Die ganze ursprüngliche Anlage sollte abgerissen und durch ein modernes Betongebäude im Stil eines «Jumbo-Chalets» ersetzt werden. 1983 gelang es dem Schweizer Umweltschützer Franz Weber mit Hilfe seiner Vereinigung Helvetia Nostra und der von ihm gegründeten Stiftung Giessbach dem Schweizervolk das Hotel zu retten. Die Liegenschaft und das 22 Hektar grosse Grundstück wurden dem Vorbesitzer Frey für den Betrag von 3 Millionen Franken abgekauft. Das Gebäude wurde unter Denkmalschutz gestellt und ist nun als Kulturgut von nationaler Bedeutung (A-Objekt) eingestuft. Zu dem Kaufpreis hatten der Kanton Bern und die Gemeinde Brienz jeweils 0,5 Millionen Fr. beigetragen, die restlichen 2 Millionen wurden durch eine gesamtschweizerische Sammelaktion beschafft. Durch die Gründung der Aktiengesellschaft Parkhotel Giessbach AG konnten weitere Finanzmittel besorgt werden, so dass bis 1988 die Summe von 10 Millionen Franken in Form von Aktien zum Zweck einer Totalrenovation in mehreren Etappen zusammengetragen werden konnte.
Als erste Bauetappe wurde die Küche und das Restaurant erneuert und so konnte 1984 das Restaurant wiedereröffnet werden. In den weiteren Jahren wurde jeweils während der Winterzeit das Hotel etappenweise renoviert: 1. Stock (1985), 2. Stock (1986), 3. Stock (1987), Ostsaal, «Davinet-Salon», Foyer, Treppenhaus (1988). 1990 wurde mittels einer letzten Kapitalerhöhung um zwei Millionen Franken die Finanzierung der letzten grossen Bauetappe gesichert.

## Abbildungen

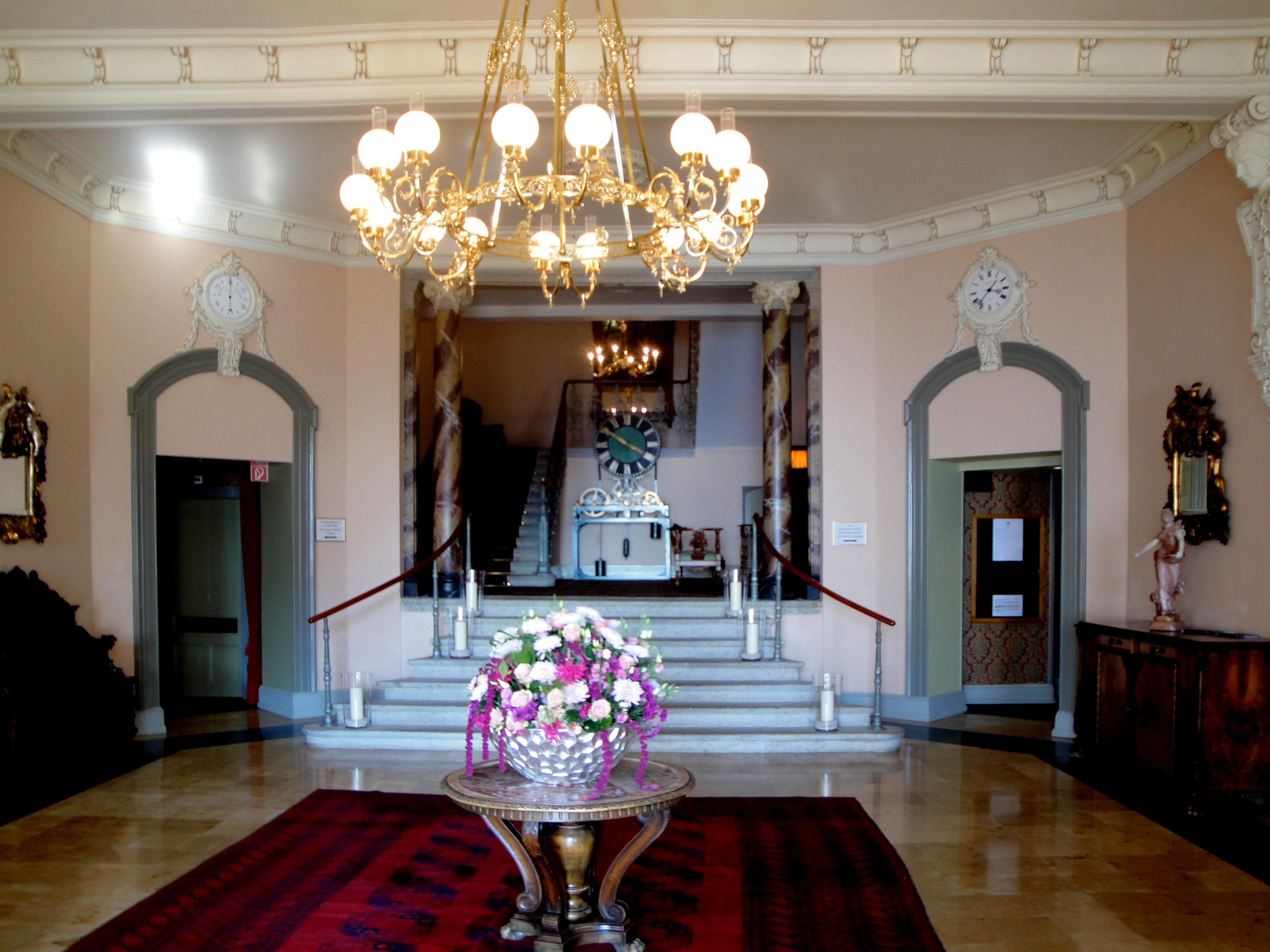
Foyer
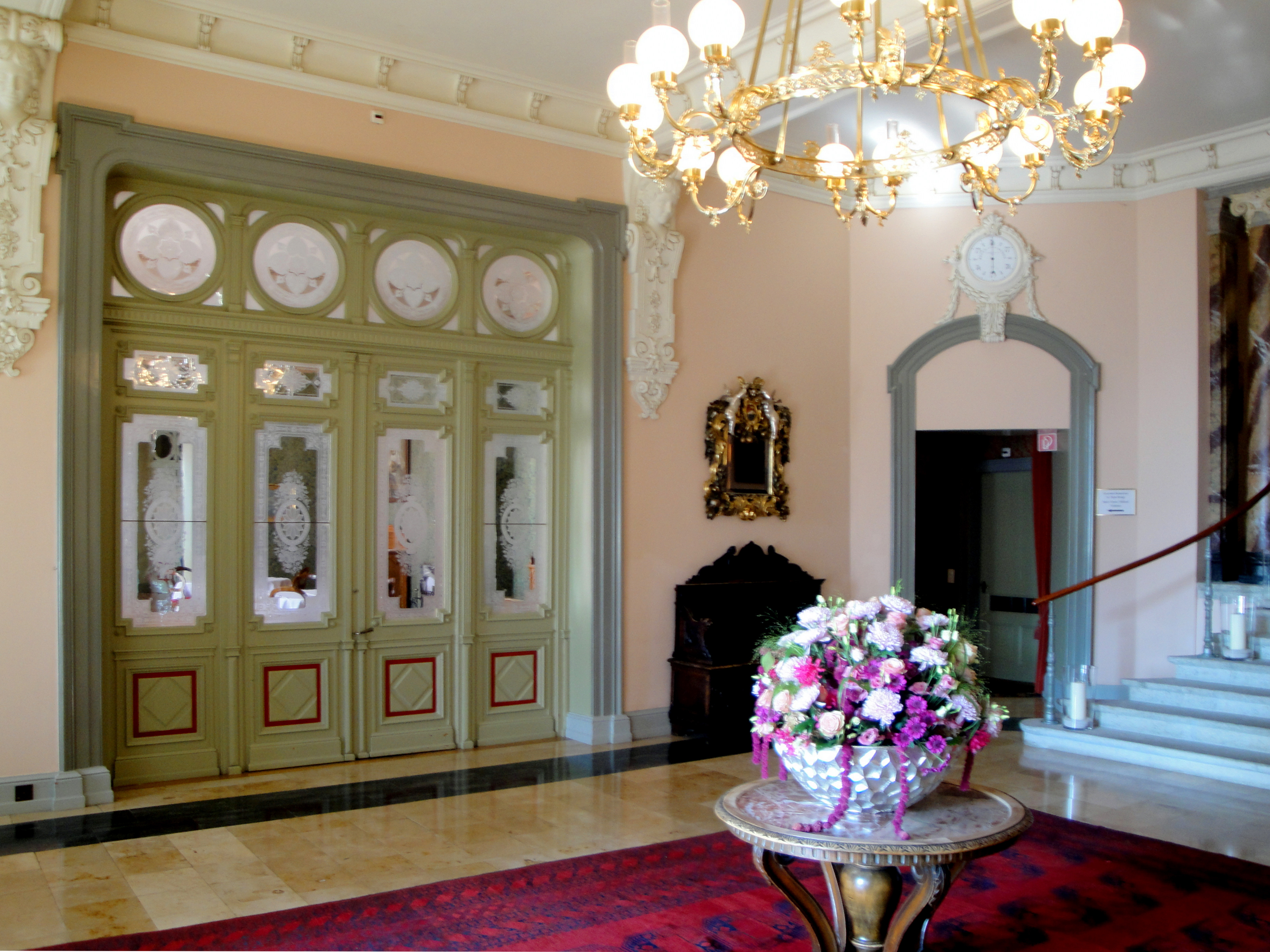
Foyer
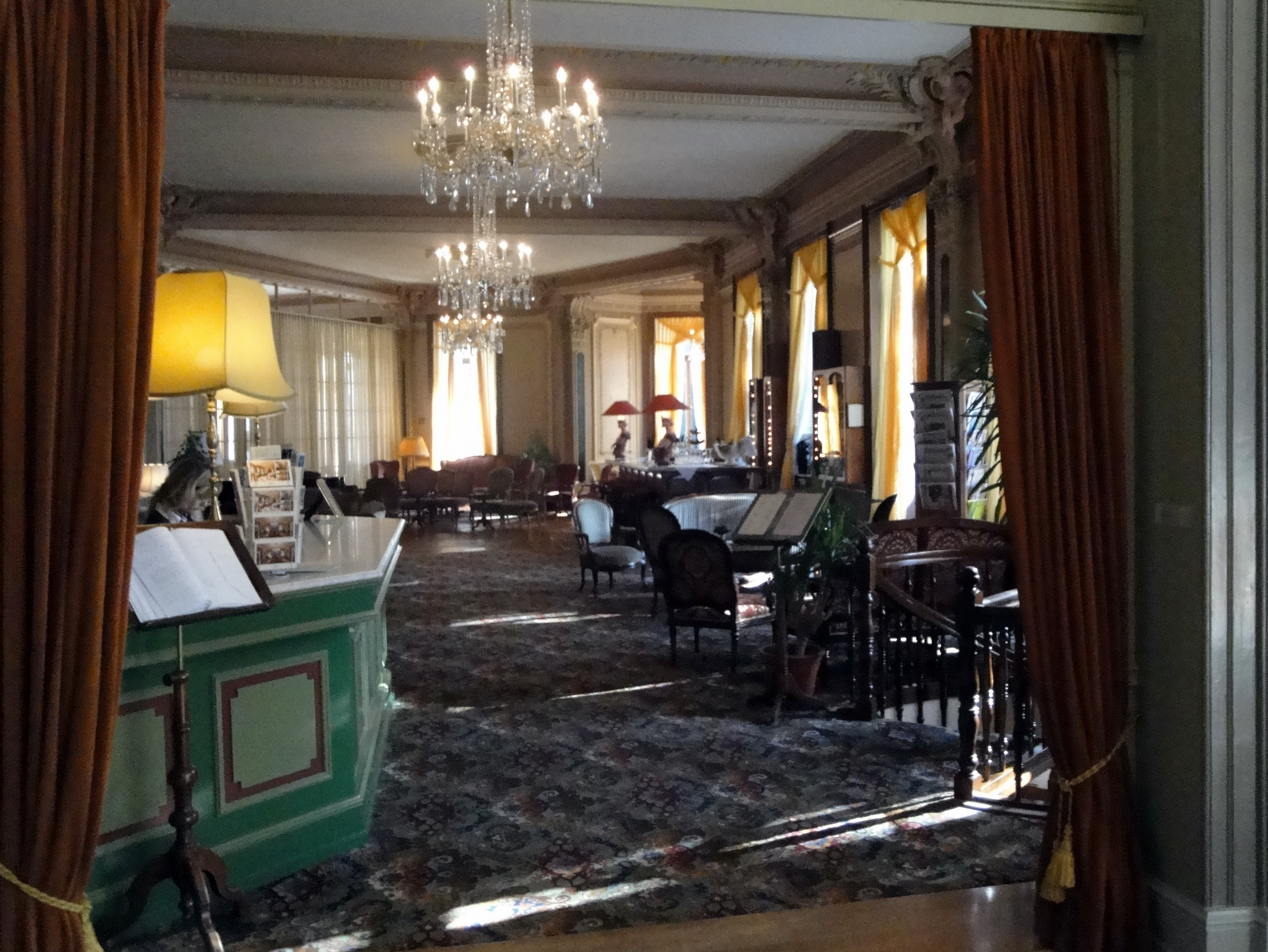
Rezeption
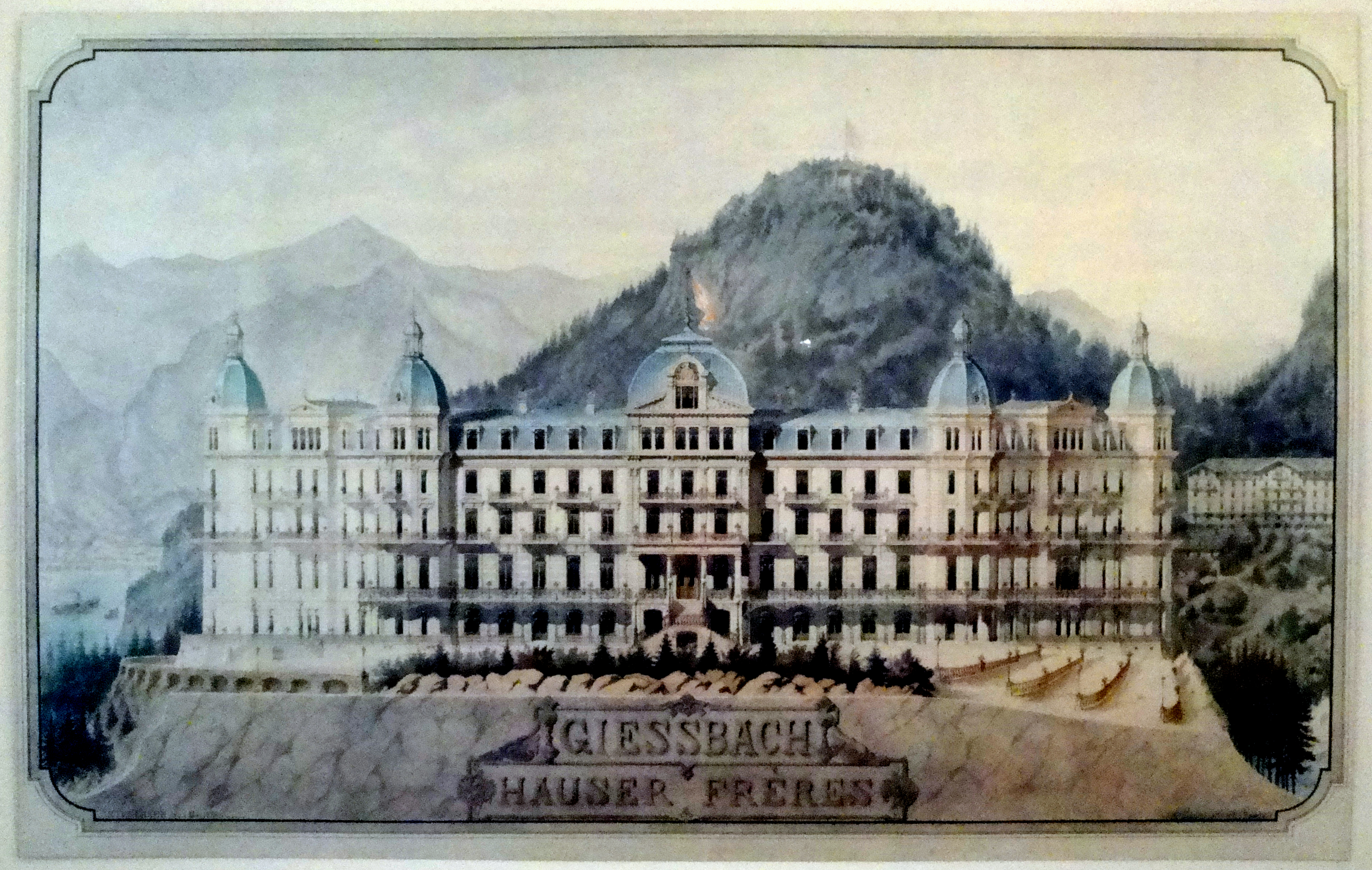
Bild aus den 1870er Jahren
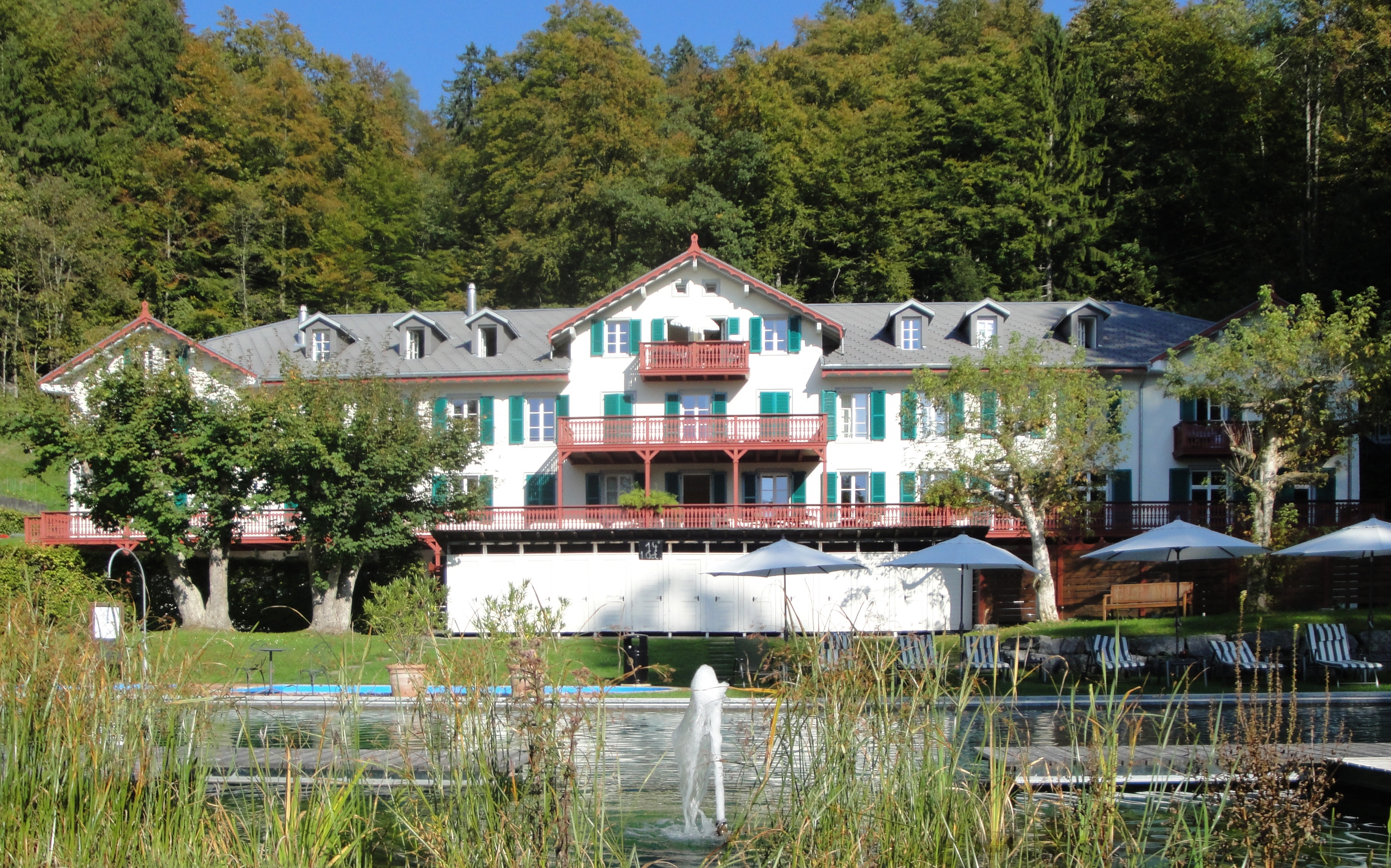
Personalhaus (ehemaliges Kurhaus) mit Bio-Schwimmbecken

## Auszeichnungen
- 2004: ICOMOS: Historisches Hotel des Jahres
- 2004: Erstmalige Auszeichnung im Reiseführer für Gourmets Gault-Millau

## Filmkulisse
Das Hotel diente als Kulisse im Film Supertrick (Quicker Than the Eye) mit Wolfram Berger von 1989 sowie für mehrere Szenen in der 10. und letzten Folge Points (dt. Kriegsende) der US-amerikanischen Fernsehserie Band of Brothers. Mehrere Szenen der britischen Verfilmung des Romans Smiley’s People von John le Carré wurden ebenfalls im Grandhotel gedreht. 1994 wurde eine Folge aus der französischen TV-Reihe Nestor Burma im Grandhotel gedreht: Nestor Burma dans l’île, mit Guy Marchand in der Titelrolle.